# De Stella Nova
Pour les articles homonymes, voir Nova (homonymie).
De Stella Nova in Pede Serpentarii (litt. « Au sujet de l'étoile nouvelle [située] sur le pied du Serpentaire »), plus connu sous le nom abrégé de De Stella Nova est un ouvrage rédigé par l'astronome Johannes Kepler en 1605 et 1606, relatant l'observation d'une « nouvelle étoile » (Nova Stella), selon la terminologie de l'époque, apparue à l'automne 1604 dans la constellation d'Ophiuchus, anciennement dénommée Serpentaire. Cette étoile, restée observable un peu moins d'une année (d'octobre 1604 à octobre 1605) était en réalité une supernova, c'est-à-dire l'explosion d'une étoile en fin de vie. L'ouvrage a été publié en 1606 à Prague (actuellement en République tchèque) par Paul Sess. 

## Contenu de l'ouvrage
La supernova de 1604 a bénéficié de très bonnes conditions d'observation, notamment au moment de sa découverte, qui a été aidée par le fait qu'une conjonction planétaire Jupiter-Mars avait lieu simultanément dans une direction très proche de celle où la supernova est apparue. De ce fait, il existe un grand nombre de témoignages relatant son observation, mais les observations de Kepler, et le soin qu'il a alors apporté à compiler les observations d'autres astronomes européens font de De Stella Nova un document très précieux à la fois pour l'étude de la supernova elle-même, mais aussi pour l'étude de l'astronomie du début du XVIIe siècle.

### Position

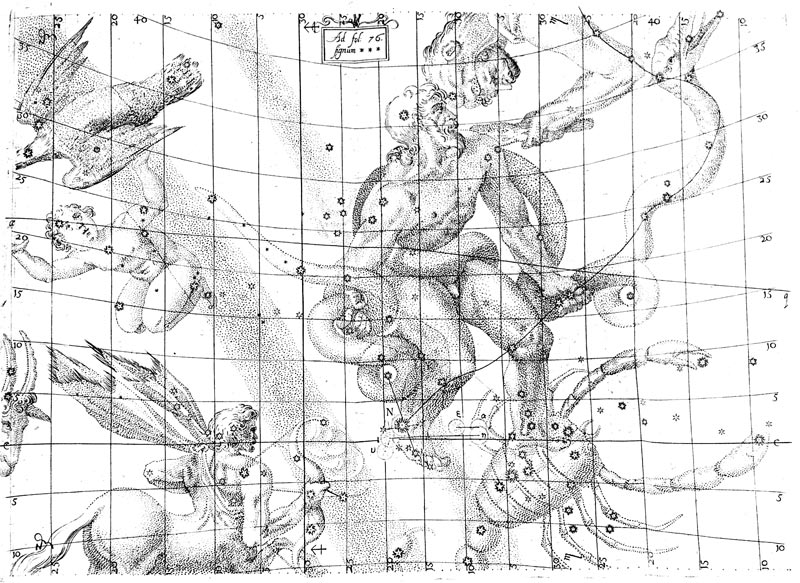
Page de De Nova Stella montrant la position mesurée par Johannes Kepler de l'étoile nouvelle. Elle est mentionnée par la lettre « N », située sur le pied droit de l'homme portant un serpent, représentant la constellation d'Ophiuchus.

Dès la découverte de l'étoile, Kepler effectue des mesures journalières des distances angulaires entre l'étoile nouvelle et diverses étoiles fixes. C'est ainsi qu'il ne mesure aucun déplacement notable de l'étoile nouvelle par rapport à six étoiles de référence, σ Sagittarii, η Ophiuchi, α Ophiuchi, ζ Ophiuchi, α Aquilae et α Scorpii, avec une erreur typique de l'ordre de la minute d'arc, précision remarquable pour l'époque. Il est d'ailleurs probable que la réfraction atmosphérique, due à la basse déclinaison de l'astre, situé de ce fait très bas au-dessus de l'horizon à la latitude d'observation de Kepler (Prague, environ 50° nord) ait été à l'origine de la majeure partie des erreurs de mesure faites par Kepler, mais cela est difficile à établir avec certitude, du fait que ni les conditions atmosphériques, ni l'heure d'observation, influant toutes deux sur l'ampleur de la réfraction, ne sont mentionnés dans son ouvrage. Kepler mentionne également les mesures de position faites par l'astronome David Fabricius depuis Osteel (actuelle Allemagne), qui concordent avec les siennes, chose aisément visible du fait que les étoiles de référence utilisées par ce dernier étaient pour la plupart les mêmes que celles de Kepler. Ce sont ces mesures très précises qui ont permis à Walter Baade de trouver en 1943 le rémanent de cette supernova, SNR G4.5+6.8, et d'identifier ce phénomène comme étant certainement dû à une supernova. En tout état de cause, les mesures de Kepler lui avaient permis d'acquérir la certitude que cet astre ne présentait pas de parallaxe notable, et prouvait ainsi, comme l'étoile nouvelle observée 32 ans plus tôt par Tycho Brahe (une autre supernova, SN 1572) la fausseté du dogme de l'immuabilité des cieux datant de l'époque aristotélicienne.

### Courbe de luminosité
Kepler mentionne également ses mesures de luminosité de l'astre, effectuées par comparaison avec divers astres (Jupiter, Vénus, Mars et plusieurs étoiles situées au voisinage de l'étoile nouvelle). Ces mesures sont suffisamment précises et étalées dans le temps (sur une période d'un an exactement) pour permettre de reconstituer la courbe de lumière approximative de l'astre, qui porte la marque caractéristique d'une supernova.

## Référence
- (en) Francis Richard Stephenson et David A. Green, Historical supernovae and their remnants, Oxford, Oxford University Press, 2002, 252 p. (ISBN 0198507666), chapitre 5, pages 60 à 81.